# Olaf Briese
Olaf Briese (* 16. August 1963 in Wittenberge) ist ein deutscher Kulturwissenschaftler mit Forschungen vom 18. bis zum 20. Jahrhundert und Privatdozent an der Humboldt-Universität zu Berlin.

## Leben
Von 1985 bis 1990 studierte Briese Philosophie und Literaturwissenschaft an der Humboldt-Universität zu Berlin. Das Studium beendete er mit dem Diplom im Fach Philosophie. Es folgte 1994 die Promotion zum Thema Subjektgewinn gegen Substanzvertrauen. Zum Unsterblichkeitsdenken im jungen Deutschland. Von 1997 bis 2001 arbeitete Briese als wissenschaftlicher Mitarbeiter am Kulturwissenschaftlichen Seminar der Humboldt-Universität. Dort habilitierte sich Olaf Briese 2002 mit der Schrift Angst in den Zeiten der Cholera. Ab 2002 arbeitete er als wissenschaftlicher Mitarbeiter am Institut für Religionswissenschaft an der Freien Universität Berlin, wo er 2006/2007 sowie 2009 eine Vertretungsprofessur übernahm. 2009/2010 war er Vertretungsprofessor am Institut für Kulturwissenschaft der Humboldt-Universität zu Berlin. Briese ist an diesem Institut als Privatdozent tätig.

## Veröffentlichungen
- Der Anspruch des Subjekts. Zum Unsterblichkeitsdenken im jungen Deutschland. Dissertation an der Humboldt-Universität zu Berlin. M und P Verlag, Stuttgart 1995, ISBN 3-476-45139-9.
- Konkurrenzen: philosophische Kultur in Deutschland 1830-1850. Porträts und Profile. Würzburg 1998, ISBN 3-8260-1507-X.
- Die Macht der Metaphern. Blitz, Erdbeben und Kometen im Gefüge der Aufklärung. Stuttgart/Weimar 1998, ISBN 3-476-45192-5.
- Angst in den Zeiten der Cholera. 4 Bd., Akademie Verlag, Berlin 2003, ISBN 3-05-003779-2.
- als Hrsg.: „Dedication an Apollo“ und andere Narrentexte von Adolf Glaßbrenner. Aisthesis, Bielefeld 2006, ISBN 3-89528-568-4.
- als Hrsg.: Adolf Glaßbrenner: Rindviecher, Bauchredner und Großherzöge. Berichte aus der Residenz Neustrelitz 1840-1848/49. Bielefeld 2010, ISBN 978-3-89528-773-2.
- Steinzeit. Mauern in Berlin. Matthes & Seitz, Berlin 2011, ISBN 978-3-88221-536-6.
- als Hrsg.: Hermann Schiff: ‚Varinka, oder: Die rothe Schenke’ und andere Erzählungen. Wehrhahn, Hannover 2013, ISBN 978-3-86525-324-8.
- als Hrsg.: Eckensteherliteratur. Eine humoristische Textgattung in Biedermeier und Vormärz. Mit einem Nachwort und einer Bibliographie. Aisthesis, Bielefeld 2013, ISBN 978-3-89528-961-3.
- als Hrsg. zus. mit Richard Faber und Madleen Podewski: Die Aktualität des Apokalyptischen. Zwischen Kulturkritik und Kulturversprechen. Königshausen & Neumann, Würzburg 2015, ISBN 978-3-8260-5694-9.
- als Hrsg. zus. mit Martin Friedrich: Religion – Religionskritik – Religiöse Transformation im Vormärz. Aisthesis, Bielefeld 2015, ISBN 978-3-8498-1112-9.
- als Hrsg. zus. mit Richard Faber: Heimatland, Vaterland, Abendland. Über alte und neue Populismen. Königshausen & Neumann, Würzburg 2018, ISBN 978-3-8260-6456-2.
- Für des Staates Sicherheit. Das Löschwesen im 19. Jahrhundert und die Gründung der ersten Berufsfeuerwehr Deutschlands in Berlin 1851. Berliner Wissenschafts-Verlag, Berlin 2018, ISBN 978-3-8305-3876-9.
- als Hrsg.: Johannes Scherr: Kaiser So und So und Prinzeß Gloria. Ein chinesisches Schattenspiel. Aisthesis, Bielefeld 2019, ISBN 978-3-8498-1373-4.
- mit Alexander Valerius: Findbuch archivalischer Quellen zum frühen Anarchismus. Beiträge zur Erschließung von Akten aus Berliner Archiven über die „Freien“ (1837–1853). Mit einer Einleitung von Olaf Briese [S. 7–159]). Edition AV, Bodenburg 2021 (= Findmittel und Bibliographien der Bibliothek der Freien. Band 3), ISBN 978-3-86841-273-4.
- Anarchistisches Lesebuch. Zeugnisse aus dem Revolutionsumfeld 1848/49. Band 1: Vormärz: 1822 bis 1847, (286 S.), ISBN 978-3-86841-299-4; Band 2: Revolution und Reaktion: 1848 bis 1853 (302 S.), ISBN 978-3-86841-300-7. Bodenburg 2023.